# هارفي بيلي
هارفي بيلي (بالإنجليزية: Harvey Bailey) هو لاعب كرة قاعدة أمريكي، ولد في 24 نوفمبر 1876 في تدمر في سوريا، وتوفي في 10 يوليو 1922 في توليدو في الولايات المتحدة.

## وصلات خارجية
- هارفي بيلي على موقعبيزبول رفرنس.كوم (الدوري الرئيسي) (الإنجليزية)
- هارفي بيلي على موقعبيزبول رفرنس.كوم (الدوري الثانوي) (الإنجليزية)